# Tureng Tepe
Tureng Tepe (en Persan: تورنگ تپه colline des faisans) est un site archéologique néolithique et chalcolithique situé dans le nord-est de l'Iran, dans la plaine de Gorgan, à environ 17 km au nord-est de la ville de Gorgan, près du village de Turang Tappeh (en). 

## Description

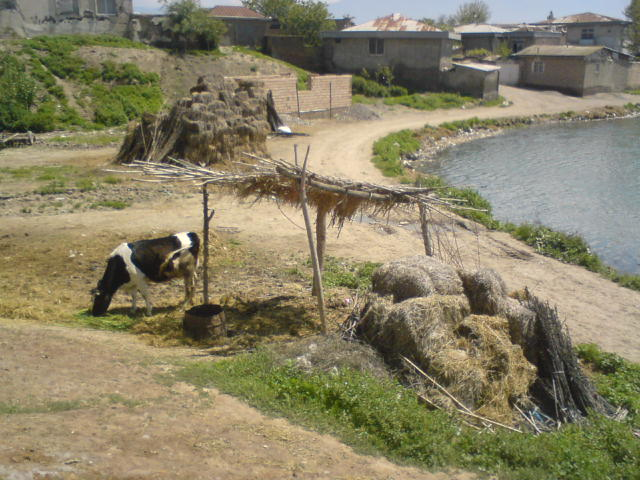
Vue du village de Tureng Tepe depuis le site archéologique.

Tureng Tepe se compose d'un groupe de monticules entrecoupés d'étangs et de cours d'eau. L'ensemble du modèle archéologique occupe un espace d'environ 800 à 900 m de diamètre. La plupart des monticules s'élèvent entre 11 et 15 m au-dessus du niveau du plan environnant, mais le monticule central, escarpé, marqué A sur le plan de Wulsin, a plus de 30 m de hauteur et domine l'ensemble du site.
Les vestiges les plus anciens datent des périodes néolithique et chalcolithique. Une partie du site est datée d'environ 3100-2900 av. J.-C. jusqu'à 1900 av,. En 1841, certains matériaux (y compris des vaisseaux d'or) du site ont été envoyés au Shah Mohammad Shah Qajar et ont été étudiés par Clément Auguste de Bode. Commanditées par le Musée d'art Nelson-Atkins, les premières fouilles modernes sont organisées par Frederick Wulsin en 1931. La poterie grise du site est découverte et analysée.
En 1959, Jean Deshayes redécouvre le site et des fouilles régulières commencent peu après. Elles dureront jusqu'en 1979, date du décès de Jean Deshayes.
Les archives scientifiques des fouilles archéologiques de la Mission archéologique française à Tureng Tepe (Iran) sont déposées au Pôle archives de la Maison des Sciences de l’homme Mondes.

### Figurines
Les figurines de Tureng Tepe ont longtemps été reconnues comme remarquables. Elles comprennent à la fois des figurines en terre cuite et en pierre. 
En ce qui concerne les figurines de pierre, il existe de nombreuses similitudes entre Tureng et les sites voisins de Shah Tepe (en), Tepe Hissār et Gohar Tepe (de). Pourtant, les figurines en terre cuite de Tureng Tepe sont inégalées sur tout autre site à proximité. Ces figurines d'argile cuites au four trouvent leur parallèle avec des sites plus éloignés, au Turkménistan et dans la vallée de l'Indus. Quelques parallèles jusqu'à la Mésopotamie ont été suggérés. Sur la base des modèles qui émergent de divers artefacts excavés, il est ainsi clair que Tureng Tepe est un site d'une importance particulière dans sa région immédiate. 

## Chronologie
Néolithique et chalcolithique

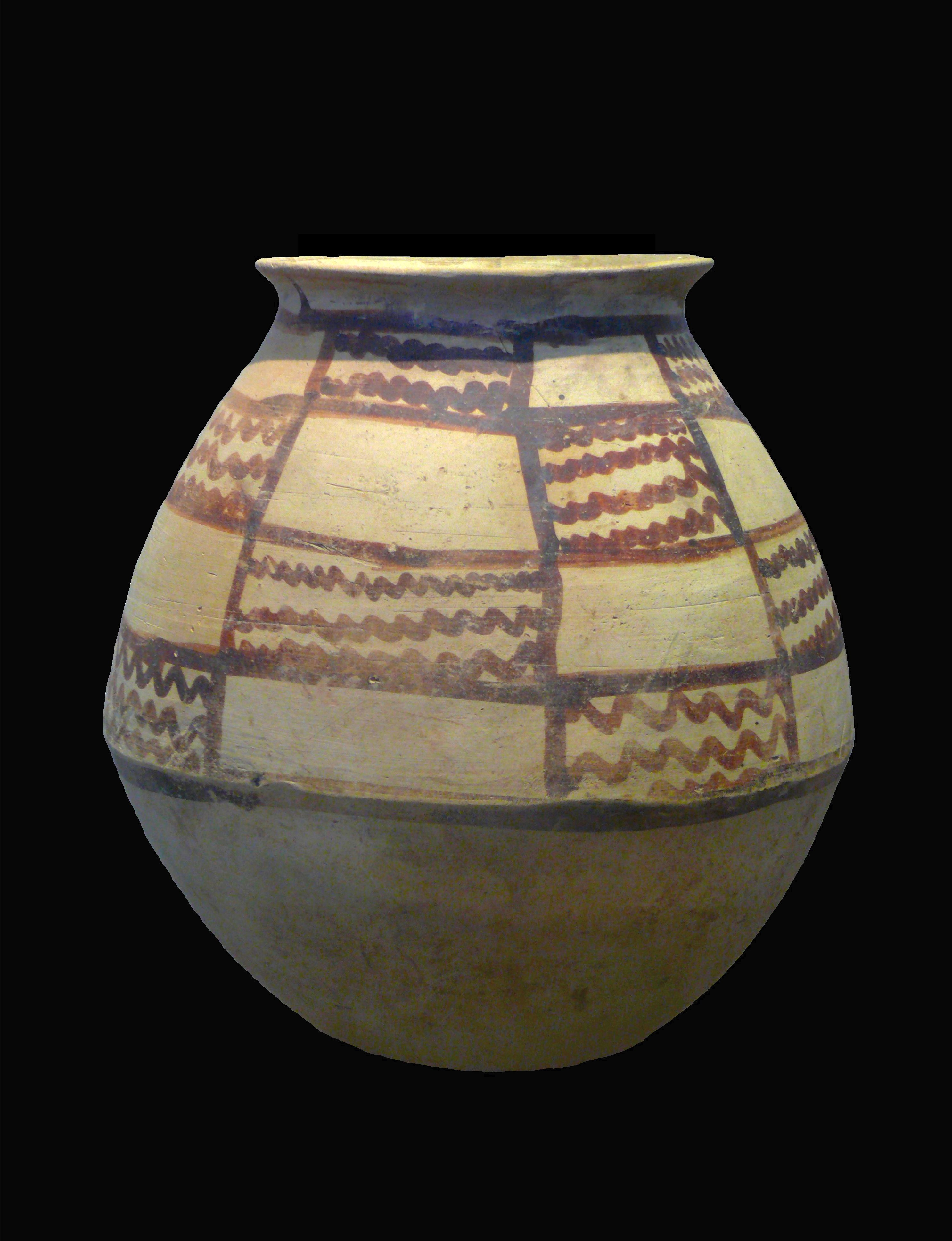
Poterie peinte de l'âge du bronze iranien découverte à Tureng tepe, musée du Louvre, Paris

- Tureng IA (Période néolithique - il est supposé que ces couches se trouvent au-dessous de la nappe phréatique, de cet horizon se trouvent des tessons de type Djeitun, incorporés dans des briques fabriquées à des périodes ultérieures)
- Tureng IB (Néolithique tardif - encore vraisemblablement sous la nappe phréatique)
- Tureng IIA (période chalcolithique précoce)

Âge du Bronze
- Tureng IIB (environ 3100-2600 avant notre ère)
- Tureng III A / B (environ 2600-2100 avant notre ère). À cette période appartient une énorme terrasse en briques de boue, construite au centre de la colonie et représentant peut-être le premier exemple d'architecture monumentale dans cette région[3]
- Tureng III C (environ 2100 -? BCE)

Âge du fer
- Tureng IV A (âge du fer, peut-être au VIIe siècle BCE)
- Tureng IV B Iron Age, peut-être au VIe siècle av. J.-C.)
- Tureng VA (IIe siècle av. J.-C.)

Temps historique
- Tureng VB (Ier siècle av. J.-C.)
- Tureng VC / D (Ier – IIe siècles)
- Tureng VI et empire sassanide (IIIe – Ve siècles)
- Tureng VI B : fin de l'empire Sasanien (peut-être VIe – VIIe siècles)
- Tureng VII A / B : Occupation islamique au sommet du monticule A (Xe – XIe siècles)
- Tureng VIII : quelques vestiges islamiques situés dans la partie sud-ouest du site (éventuellement XIIIe siècle)